# بئاتریس روزن
اما فورمن (به انگلیسی: Beatrice Rosen) (زاده ۲۹ نوامبر ۱۹۸۴) بازیگر آمریکایی است.
از فیلم‌های معروف او می‌توان به فیلم‌های شوالیهٔ تاریکی در نقش ناتاشا، ۲۰۱۲، به گل رز خوش آمدید و در جستجوی آزادی اشاره کرد.